# COMMD1
COMMD1 (англ. Copper metabolism domain containing 1) – білок, який кодується однойменним геном, розташованим у людей на короткому плечі 2-ї хромосоми.  Довжина поліпептидного ланцюга білка становить 190 амінокислот, а молекулярна маса — 21 178.
| 10         |  | 20         |  | 30         |  | 40         |  | 50         |
| ---------- |  | ---------- |  | ---------- |  | ---------- |  | ---------- |
| MAAGELEGGK |  | PLSGLLNALA |  | QDTFHGYPGI |  | TEELLRSQLY |  | PEVPPEEFRP |
| FLAKMRGILK |  | SIASADMDFN |  | QLEAFLTAQT |  | KKQGGITSDQ |  | AAVISKFWKS |
| HKTKIRESLM |  | NQSRWNSGLR |  | GLSWRVDGKS |  | QSRHSAQIHT |  | PVAIIELELG |
| KYGQESEFLC |  | LEFDEVKVNQ |  | ILKTLSEVEE |  | SISTLISQPN |  |            |

A: Аланін

C: Цистеїн

D: Аспарагінова кислота

E: Глутамінова кислота

F: Фенілаланін

G: Гліцин

H: Гістидин

I: Ізолейцин

K: Лізин

L: Лейцин

M: Метіонін

N: Аспарагін

P: Пролін

Q: Глутамін

R: Аргінін

S: Серин

T: Треонін

V: Валін

W: Триптофан

Задіяний у таких біологічних процесах як транскрипція, регуляція транскрипції, транспорт, транспорт білків, убіквітинування білків, ацетиляція, альтернативний сплайсинг. 
Білок має сайт для зв'язування з іоном міді, ліпідами, іонами металів. 
Локалізований у цитоплазмі, ядрі, мембрані, цитоплазматичних везикулах, ендосомах.